# Mardeh Makadeh
Mardeh Makadeh (persiska: مرده مکده) är en ort i Iran.   Den ligger i provinsen Gilan, i den norra delen av landet, 220 km nordväst om huvudstaden Teheran. Antalet invånare är 309.
Terrängen runt Mardeh Makadeh är huvudsakligen platt, men åt sydost är den kuperad. Terrängen runt Mardeh Makadeh sluttar norrut. Runt Mardeh Makadeh är det ganska tätbefolkat, med 155 invånare per kvadratkilometer. Närmaste större samhälle är Lāhījān, 6,2 km söder om Mardeh Makadeh. Trakten runt Mardeh Makadeh består till största delen av jordbruksmark.